# Nicolás Bertochi
Miguel Nicolás Bertochi (Granadero Baigorria, 9 giugno 1989) è un calciatore argentino, centrocampista del Cerro Largo.

## Caratteristiche tecniche
È un mediano.

## Carriera
Cresciuto nelle giovanili del San Lorenzo, ha esordito il 29 marzo 2010 in occasione del match perso 1-0 contro l'Arsenal Sarandí.

## Statistiche

### Presenze e reti nei club
Statistiche aggiornate al 17 marzo 2018.
| Stagione               | Squadra                | Campionato             | Campionato | Campionato | Coppe nazionali | Coppe nazionali | Coppe nazionali | Coppe continentali | Coppe continentali | Coppe continentali | Altre coppe | Altre coppe | Altre coppe | Totale | Totale | Totale |
| Stagione               | Squadra                | Comp                   | Pres       | Reti       | Comp            | Pres            | Reti            | Comp               | Pres               | Reti               | Comp        | Pres        | Reti        | Pres   | Reti   |        |
| ---------------------- | ---------------------- | ---------------------- | ---------- | ---------- | --------------- | --------------- | --------------- | ------------------ | ------------------ | ------------------ | ----------- | ----------- | ----------- | ------ | ------ | ------ |
| 2009-2010              | San Lorenzo            | PD                     | 3          | 0          | CA              | 0               | 0               |                    | -                  | -                  |             | -           | -           | 3      | 0      |        |
| 2010-2011              | San Lorenzo            | PD                     | 0          | 0          | CA              | 0               | 0               |                    | -                  | -                  |             | -           | -           | 0      | 0      |        |
| 2011-2012              | Aldosivi               | BN                     | 6          | 0          | CA              | 1               | 0               |                    | -                  | -                  |             | -           | -           | 7      | 0      |        |
| 2012-2013              | San Lorenzo            | PD                     | 0          | 0          | CA              | 0               | 0               |                    | -                  | -                  |             | -           | -           | 0      | 0      |        |
| Totale Patronato       | Totale Patronato       | Totale Patronato       | 3          | 0          |                 | 0               | 0               |                    | -                  | -                  |             | -           | -           | 3      | 0      |        |
| 2013-2014              | Unión (SF)             | BN                     | 31         | 5          | CA              | 0               | 0               |                    | -                  | -                  |             | -           | -           | 31     | 5      |        |
| 2014                   | Defensa y Justicia     | PD                     | 14         | 1          | CA              | 3               | 0               |                    | -                  | -                  |             | -           | -           | 17     | 1      |        |
| 2015                   | Defensa y Justicia     | PD                     | 12         | 1          | CA              | 1               | 1               |                    | -                  | -                  |             | -           | -           | 13     | 1      |        |
| Totale Def. y Justicia | Totale Def. y Justicia | Totale Def. y Justicia | 26         | 2          |                 | 4               | 1               |                    | -                  | -                  |             | -           | -           | 30     | 3      |        |
| 2016                   | Patronato              | PD                     | 13         | 1          | CA              | 1               | 0               |                    | -                  | -                  |             | -           | -           | 14     | 1      |        |
| 2016-2017              | Patronato              | PD                     | 25         | 4          | CA              | 1               | 0               |                    | -                  | -                  |             | -           | -           | 26     | 4      |        |
| Totale Patronato       | Totale Patronato       | Totale Patronato       | 38         | 5          |                 | 2               | 0               |                    | -                  | -                  |             | -           | -           | 40     | 5      |        |
| 2017-2018              | Tigre                  | PD                     | 2          | 0          | CA              | 0               | 0               |                    | -                  | -                  |             | -           | -           | 2      | 0      |        |
| Totale carriera        | Totale carriera        | Totale carriera        | 106        | 12         |                 | 7               | 1               |                    | -                  | -                  |             | -           | -           | 113    | 13     |        |